# Филип (син на Антипатър)
Вижте пояснителната страница за други личности с името Филип.
Филип (на старогръцки: Φιλιππoς, Philippos; † сл. 312 г. пр. Хр.) е син на македонския политик, генерал и могъщ диадох Антипатър от династията Антипатриди и брат на Касандър.
Филип е изпратен от брат му Касандър през 313 г. пр. Хр. като командир на войската в Етолия против царя на Епир Еакид. Армията водена от Филип побеждава Еакид в две битки, във втората от които царя на Епир е убит.
Според Юстин, той подготвя с двамата си братя Касандър и Йолай убийството на Александър Велики през 323 г. пр. Хр.
Филип е баща на Антипатър II, цар на Македония точно 40 дена през 279 г. пр. Хр.